# Anthophora arthuri
Anthophora arthuri là một loài Hymenoptera trong họ Apidae. Loài này được Cockerell mô tả khoa học năm 1906.